# Attalea allenii
Espèce
Attalea allenii est une espèce de palmier appartenant au genre Attalea.

## Distribution
Cette espèce est endémique du Panama et du nord-ouest de la Colombie. On la retrouve dans les forêts tropicales de basse altitude (en dessous de 500 m d'altitude), sur des sols non inondés.

## Description
Cette espèce est considérée comme une petite espèce d'Attalea possédant un tronc souterrain. Ses feuilles sont pennées et érigées, les jeunes plants sont particulièrement attractifs car possédant la partie terminale de la feuille non divisée. Les graines, de grande taille, sont comestibles, elles sont portées par de courtes inflorescences proches du sol. Les fruits sont ovales (6-8 cm de long, 3,5-5 cm de large) et de couleur marron clair, contenant chacun 1 à 3 graines, les fibres de l'endocarpe sont dispersés.

## Utilisations
Les fruits sont comestibles, le liquide de l'endocarpe peut être bu.